# Bangor (Maine)

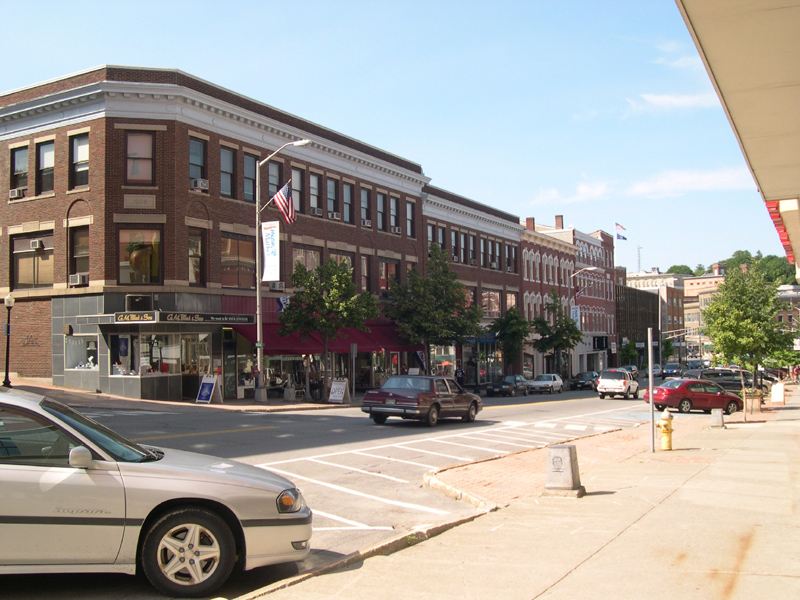
Main Street

Bangor is een plaats (city) in de Amerikaanse staat Maine, en valt bestuurlijk gezien onder Penobscot County. De stad is het belangrijkste commerciële centrum voor het oosten en noordoosten van Maine.

## Demografie
Bij de volkstelling in 2000 werd het aantal inwoners vastgesteld op 31.473.
In 2006 is het aantal inwoners door het United States Census Bureau geschat op 31.008, een daling van 465 (-1,5%).

## Geografie
Volgens het United States Census Bureau beslaat de plaats een oppervlakte van
90,0 km², waarvan 89,2 km² land en 0,8 km² water. Bangor ligt op ongeveer 54 meter boven zeeniveau.

## Plaatsen in de nabije omgeving
De onderstaande figuur toont nabijgelegen plaatsen in een straal van 20 km rond Bangor.

## Geboren
- Chuck Peddle (1937), uitvinder
- William Cohen (1940), politicus en minister
- Charles Rocket (1949-2005), acteur
- Adam Craig (1981), mountainbiker
- Courtney LaPlante (1988), muzikante